# Premier Group
Premier Group (Premier Manufacturing Support Services, Inc.) war ein Anbieter von Industriedienstleistungen mit Sitz in Cincinnati, Ohio, USA. Das Unternehmen wurde 1999 zunächst von Dürr aufgekauft und ging durch eine weitere Übernahme, von Voith Industrial Services im Jahr 2005, schließlich in der heutigen Leadec auf.

## Geschichte
1987 wurde Michael Fisher zum Geschäftsführer des Unternehmens ernannt. Anschließend übernahm er die Leitung der Handelskammer von Cincinnati.
1999 übernahm die Dürr AG aus Deutschland das Unternehmen.
Im Februar 2005 wurde bekannt, dass die Premier Group von Dürr an die Voith AG verkauft werden sollte. Nach Zustimmung der entsprechenden Kartellbehörden wurde der Verkauf im April desselben Jahres abgeschlossen und Premier in den Konzernbereich Industrial Services bei Voith eingegliedert (heute Leadec). Die Akquisition war Teil der Internationalisierungsstrategie von Voith; der Verkaufspreis wurde nicht kommuniziert. Das Unternehmen sollte weiter unter seinem bisherigen Namen firmieren. Harry Nieman, CEO von Premier, wurde nach der Übernahme in die Geschäftsführung von Voith Industrial Services berufen und sollte weiterhin die Abläufe des Unternehmens verantworten.

## Unternehmen
2004 erwirtschaftete das Unternehmen einen Umsatz von rund 206 Millionen US-Dollar. Premier beschäftigte weltweit über 6.000 Mitarbeiter. Die deutsche Niederlassung hatte ihren Sitz in Stuttgart.

## Dienstleistungen
Premier war ein Spezialist für produktionsbegleitende Dienstleistungen in der Fahrzeugindustrie. Das Geschäft des Unternehmens konzentriert sich auf Nord- und Südamerika sowie England und Kunden waren vorwiegend Automobilhersteller. In diesem Bereich war Premier einer der Marktführer.